# 麦积山石窟
麦积山石窟是位于中國甘肃省天水市麦积区麥積鎮草灘村麦积山的佛教石窟。所謂中国“四大石窟”，即甘肃敦煌莫高窟、河南洛阳龙门石窟（2000年）、山西大同云冈石窟，加上重庆大足石刻或麦积山石窟。前四個都以自身單独登錄世界文化遺產（莫高窟1987年、龙门石窟2000年、云冈石窟2001年、大足石刻1999年），麥積山則于2014年以「絲路廊道」33個地點組團式登錄世遺（丝绸之路：长安－天山廊道的路网的）。亦是中國第一批全国重点文物保护单位。
中国佛教石窟中，敦煌石窟、克孜尔千佛洞、柏孜克里克千佛洞等以壁画著称，云冈石窟、龙门石窟、大足石刻等以石雕闻名，而麦积山石窟独以泥塑冠绝于世，被誉为“东方雕塑陈列馆”。麥積山石窟开凿于山体西南、南、东南三侧的峭壁上，洞窟之间有层层相叠的栈道相连。因形似麦垛而得名。

## 保存情况
因地震破坏，石窟被分隔为东崖和西崖。东崖长53米，洞窟分布高度在0米至37米之间；西崖长63米，洞窟分布高度在10米至47米之间。两崖总面积合计超过3000平方米。:4114
现存各代洞窟198个，编号分别为1号至196号、217号、218号。东崖57窟，西崖141窟。:4114
现存雕像、塑像共12182身，包括泥塑7866身（圆塑953身、浮塑4342身、影塑2571身）、石雕3995身、石胎泥塑312身、木雕9身。:4114
另有壁画1065.2平方米，石碑18座，题记222处。:4114

## 43和44窟
43和44窟均为特窟。43窟为麦积山最早的崖阁式建筑。窟外檐为仿木结构建筑，面阔三间，庑殿顶。此窟为西魏文皇后乙弗氏的墓窟，即史书记载的“寂陵”。其作为陵墓和佛教瘗窟双重性质的窟由三部分组成：前廊，享堂，柩室。中室（享堂）中央有宋代塑一佛二菩萨，中心佛塑像背后有泥塑浮雕一龙椅和两侧各一尊合掌菩萨。佛塑像下方台基便是柩室的入口。中室的空间对应了古代要在墓地中“居庐”守孝中的草庐建筑空间，应是武都王元戊的服丧之处。后室（柩室）为长方形墓室，其面积说明乙弗氏并没有遵守“尼礼”火葬，而是按照皇后身份入葬。

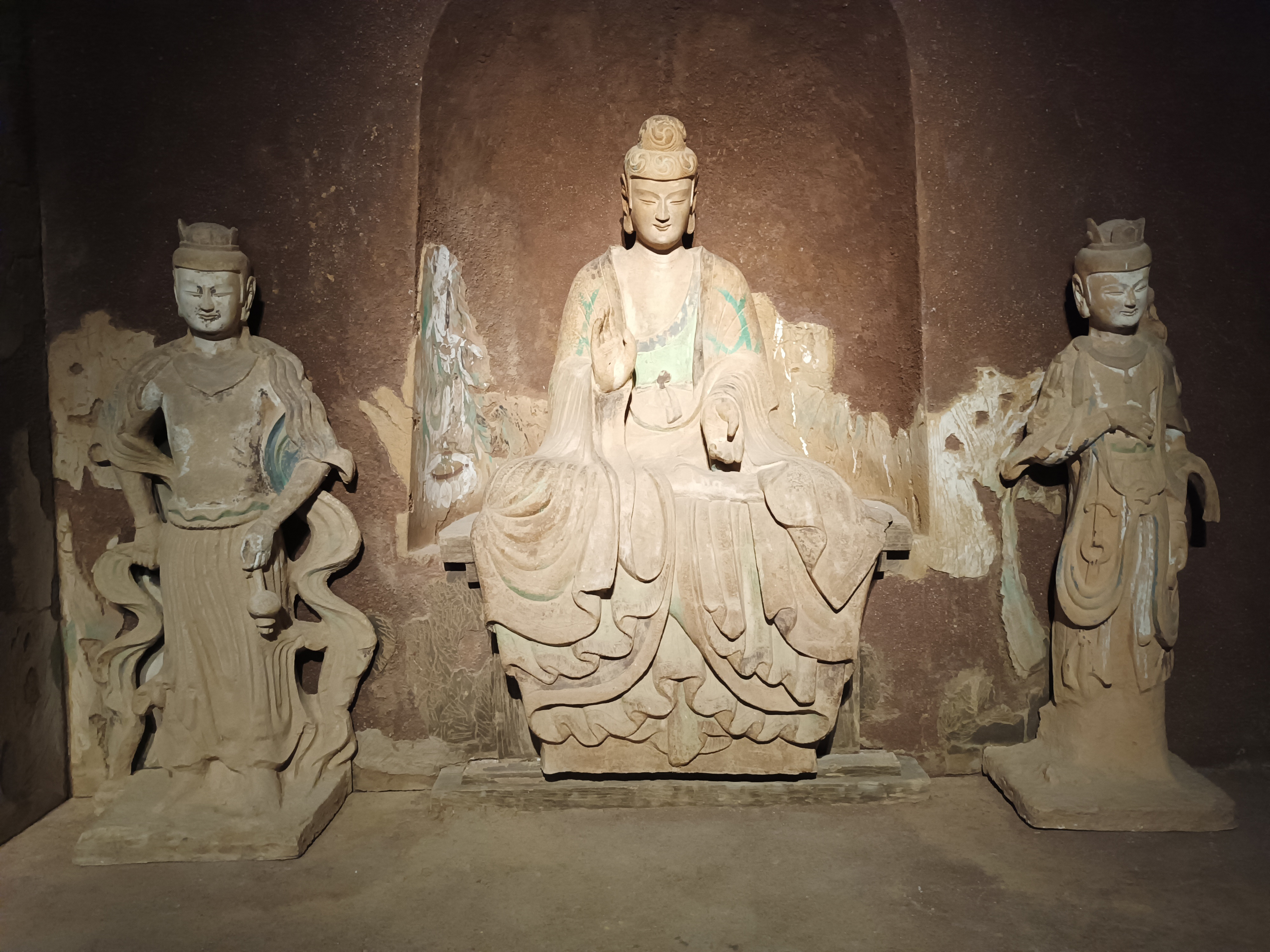
深圳南山博物馆展览44窟复制品

44窟位于43窟西侧不足十米，窟内现存一佛二菩萨一弟子。正壁主佛高1.60米，双手施无畏印和与愿印。此主佛不仅是西魏泥塑佛像艺术之巅峰，也是北朝时期石窟造像的精品之作。主佛风格相对于之前的北魏晚期造像风格产生了突变，佛像女性特点明显。此佛像应是按照43窟乙弗氏的“容像”直接参考而塑造的，表现出一个中年女性的特点。此窟的功德主有可能是武都王元戊或秦州司马苏亮。

## 历史

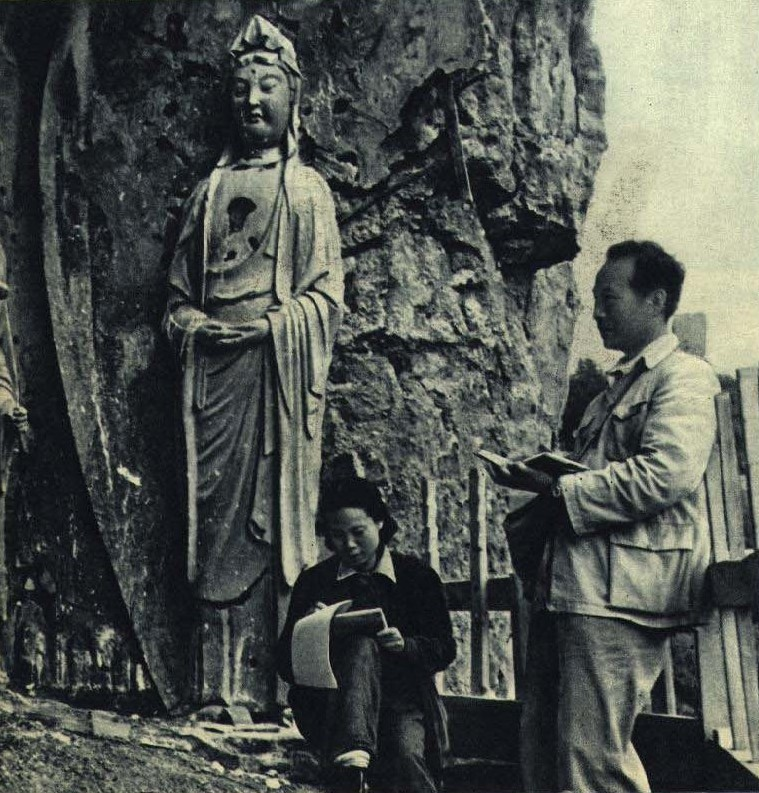
1962年，吴作人、萧淑芳夫妇在麦积山石窟

麦积山石窟的创建年代为十六国的后秦，此后西秦、北魏、西魏、北周、隋相继开采，唐、五代、宋、元、明、清又加重修；70%以上的石窟为北朝时期的作品。
734年，唐代詩人杜甫游览此地，25年后写下一首诗《山寺》。
|  | 野寺残僧少，山園細路高。 麝香眠石竹，鸚鵡啄金桃。 乱水通人過，懸崖置屋牢。 上方重閣晩，百里見秋毫。 |

明代之后，麦积山石窟一度湮没无闻。1940年，天水人冯国瑞在整理地方文献的过程中，得到了大量麦积山的资料，对其产生了浓厚的兴趣。1941年，冯国瑞邀游人共登麦积山，对石窟做了第一次实地调查。冯国瑞为麦积山的石刻、造像等艺术珍品所震撼，回家后用了两个月的时间，编写了《麦积山石窟志》一书，交付出版。消息传出后，《大公报》、《益世报》等先后进行了专题报道，在国内引起了巨大反响，吸引了众多专家、学者，麦积山石窟从此享誉海内外。

## 世界遗产
2001年，麦积山石窟与仙人崖、石门、曲溪及街亭温泉共同组成了麦积山景区（Maijishan Scenic Spots），进入中国世界遗产预备名单，预备申报自然与文化双遗产。
2014年，麦积山石窟以“麦积山石窟-庙宇建筑群”（Maijishan Cave-Temple Complex）之名，作为丝绸之路：长安－天山廊道的路网的33处遗产点之一，入选了世界文化遗产。

## 图片

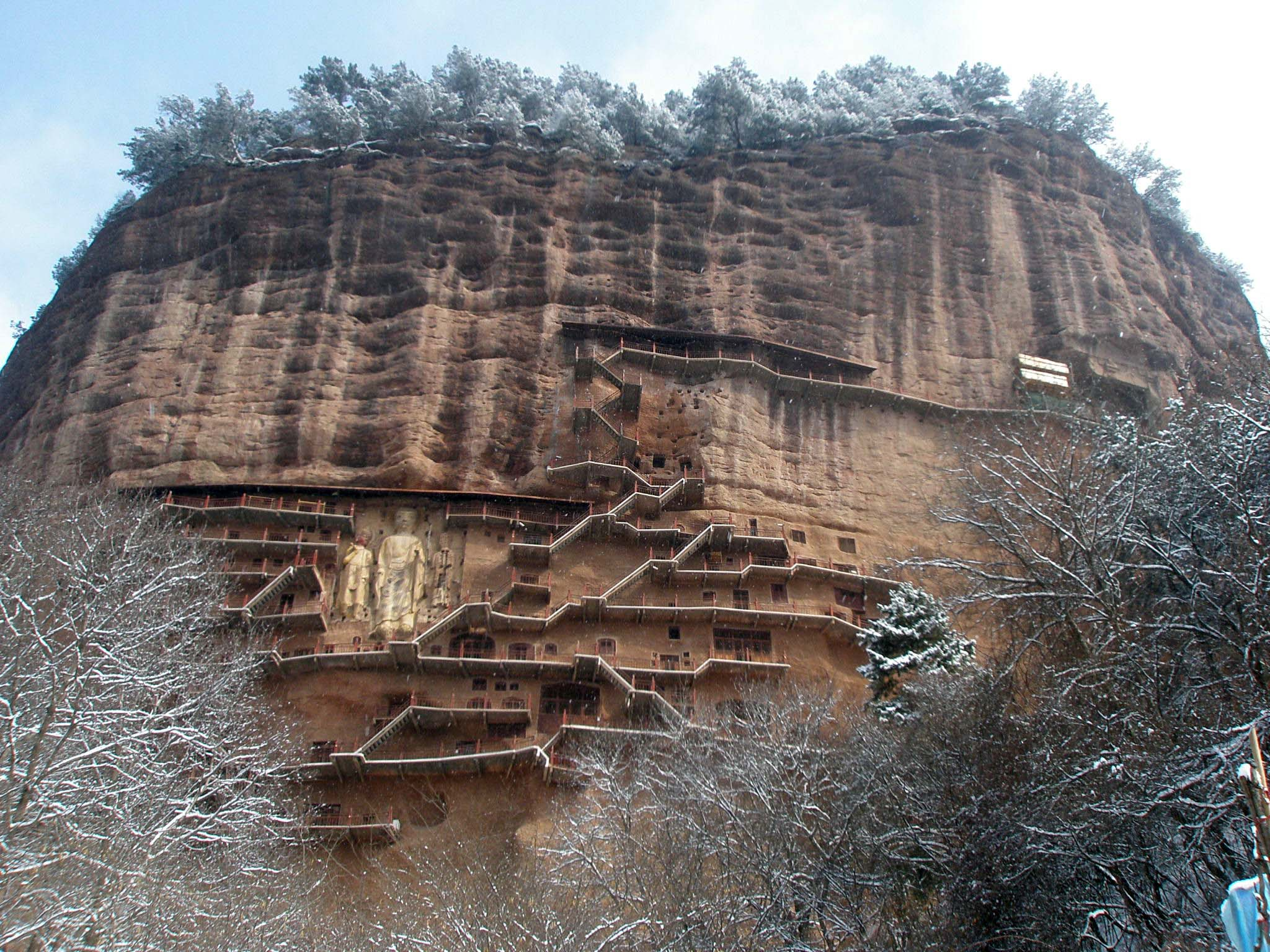
正面仰望麦积山的石窟与栈道
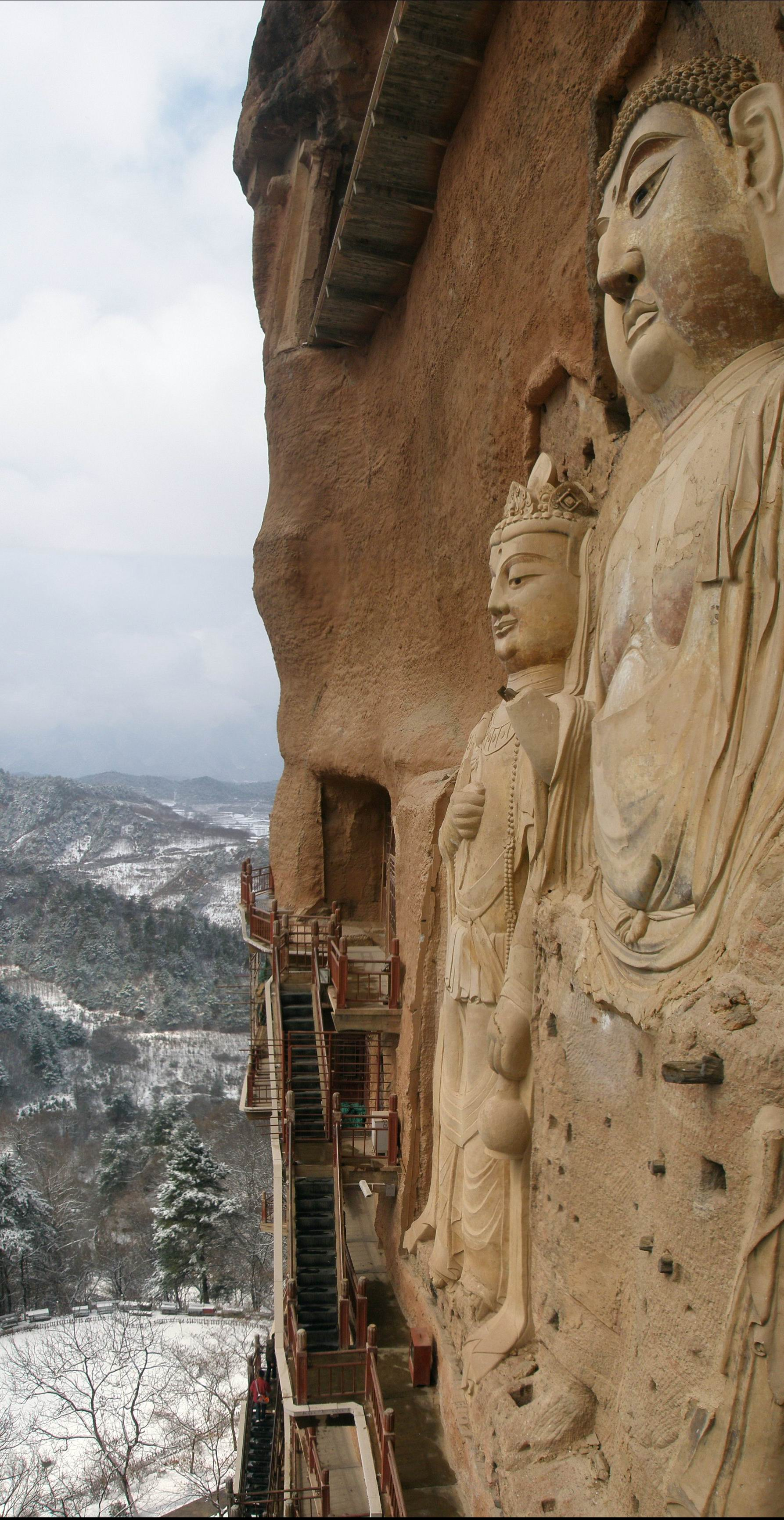
巨大的菩萨像
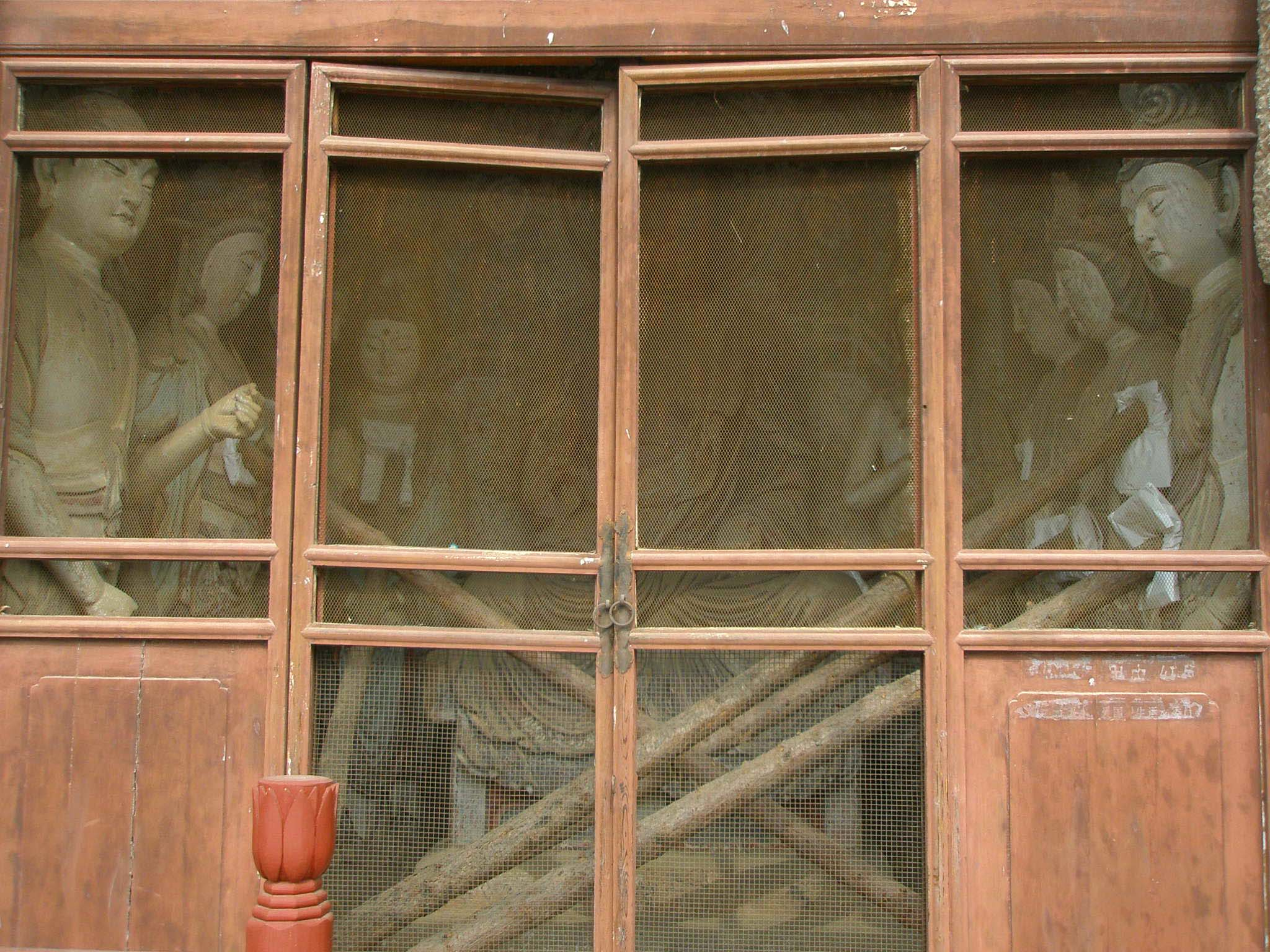
部分石窟以树干支撑
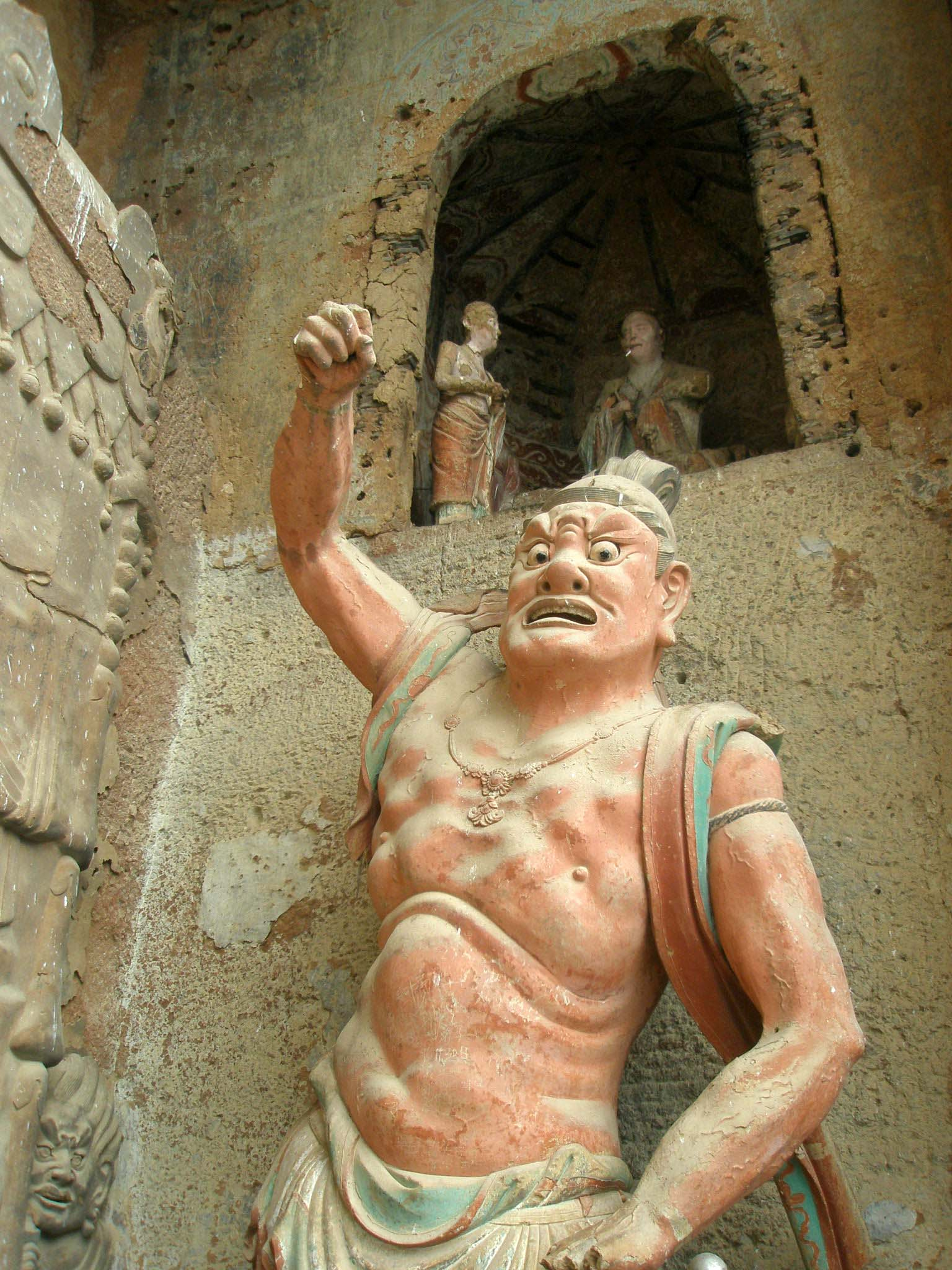
保护完好的彩塑处处可见

## 外部連結
- . 麦积山石窟艺术研究所.   [2015-08-11]. （原始内容存档于2015-08-10）.
- 麦积山石窟虚拟漫游 （页面存档备份，存于）
- 东山健吾：〈麦积山石窟的创建与佛像的源流 （页面存档备份，存于）〉。
- 久野美树：〈中国初期石窟及观佛三昧——以麦积山石窟为中心 （页面存档备份，存于）〉。
- 八木春生：〈关于麦积山石窟第74、78窟的建造年代 （页面存档备份，存于）〉。
- Artistic treasures of Maiji Mountain caves （页面存档备份，存于） by Alok Shrotriya and Zhou Xue-ying (asianart.com, accessed 09/09/2007)